# Jerfi Fıratlı
Jerfi Fıratlı (ur. 6 lipca 1919 w Stambule, zm. 25 kwietnia 2011 tamże) – turecki lekkoatleta i działacz sportowy.
Sportem zaczął zajmować się w 1931 roku, kiedy rozpoczął treningi wioślarstwa i pływania w Galatasaray. W 1934 roku przeprowadził się do Ankary, gdzie był piłkarzem Altınordu, a także reprezentował Ankarę w siatkówce i koszykówce. W międzyczasie zaczął też trenować skok wzwyż. W tej dyscyplinie w 1940 roku został brązowym medalistą mistrzostw Bałkanów z wynikiem 1,80 m. Przez jedenaście lat był reprezentantem Turcji w lekkoatletycznych meczach międzypaństwowych.
Czterokrotnie pełnił funkcję prezesa Türkiye Atletizm Federasyonu: w latach 1956–1960, 1962–1964, 1968–1973 i od lutego do grudnia 1979. Po śmierci Turguta Atakola w kwietniu 1988 został przewodniczącym Narodowego Komitetu Olimpijskiego Turcji, a w marcu 1989 roku zastąpił go Sinan Erdem. Po zakończeniu kadencji, został odznaczony Orderem Olimpijskim przez Narodowy Komitet Olimpijski Turcji, a następnie przez wiele lat pełnił funkcję przewodniczącego Tureckiej Fundacji Sportu. W 2011 roku został honorowym prezesem Narodowego Komitetu Olimpijskiego Turcji.
Został pochowany na cmentarzu Zincirlikuyu.